# گوجیو د سانتا باربارا
گوجیو د سانتا باربارا (به اسپانیایی: Guijo de Santa Bárbara) یک منطقهٔ مسکونی در اسپانیا است که در استان کاسرس واقع شده‌است. گوجیو د سانتا باربارا ۳۵ کیلومتر مربع مساحت دارد ۸۷۶ متر بالاتر از سطح دریا واقع شده‌است.